# Geron paramonovi
Geron paramonovi är en tvåvingeart som beskrevs av Neal L. Evenhuis 1979. Geron paramonovi ingår i släktet Geron och familjen svävflugor.
Artens utbredningsområde är New South Wales. Inga underarter finns listade i Catalogue of Life.